# Zvony a zvonky
Zvony a zvonky (Dzwony i dzwonki) – tomik poetycki czeskiego poety Josefa Václava Sládka, opublikowany w 1894, będący trzecim zbiorem liryków poety przeznaczonym dla dzieci.
Zobacz też: Zlatý máj, Skřivánčí písně